# Wingerdpijlstaart
De wingerdpijlstaart (Hippotion celerio) is een vlinder uit de familie van de pijlstaarten (Sphingidae). De spanwijdte varieert tussen de 70 en 80 millimeter.
Het verspreidingsgebied beslaat Afrika, Zuid-Europa, Centraal- en Zuid-Azië en Australië. In Nederland wordt de vlinder bij uitzondering als trekvlinder waargenomen. In het zuidelijk deel van het verspreidingsgebied vliegt de vlinder het hele jaar door, in het noordelijk deel, waar de vlinder als trekvlinder voorkomt, vliegt de vlinder van augustus tot oktober.
De rups wordt bij voldoende voeding 80 tot 90 millimeter lang en kan zowel bruin als groen van kleur zijn. Waardplanten van de rupsen zijn lage planten uit geslachten als walstro, katoenplant en zuring. 